# Samoles d'Acaia
Samoles (Samolas, Σάμολας) fou un militar (mercenari) nadiu d'Acaia. Fou un dels tres ambaixadors enviats pels deu mil des de Cotiora a Sinope el 400 aC per demanar vaixells per anar fins a Heraclea Pontica. Més tard apareix dirigint una divisió de la reserva en un victoriós enfrontament amb les tropes unides dels bitinis i el sàtrapa de la Frígia Helespòntica Farnabazos II.